# Gerwyn Price
Gerwyn Price  (Markham, 1985. március 7. –) világbajnok walesi dartsjátékos. Korábban rögbijátékos volt, 2014-ben kezdett el dartsozni, azóta a Professional Darts Corporation tagja. Beceneve "The Iceman".

## Életpályája

### Rögbi
Price darts karrierje előtt rögbizett, a walesi Premier Division ligában szereplő Cross Keys RFC csapatában, majd a Rugby League-ben is szerepelt a South Wales Scorpions csapatában.
2014-ben befejezte a rögbizést, hogy darts karrierjére tudjon koncentrálni.

### PDC
Price rögbi karrierje mellett dartsozott is. Price-ra Barrie Bates is felfigyelt, és tanácsolta neki, hogy minél hamarabb kezdje el pályafutását a dartsban. Miután befejezte rögbi karrierjét, 2014 januárjában elindult a PDC Qualifying School versenyen, hogy megszerezze a két éves időtartamra szóló Pro Tour versenyekre szükséges kártyát, amit sikeresen teljesített. A 2014-es UK Open-en is elindult, ahol a második körben Aden Kirk ellen esett ki 5–2-es vereséggel. A Pro Tour versenyeken jól szerepelt és több negyeddöntőt is játszhatott. A sorozatban olyan neveket is legyőzött, mint Colin Lloyd, James Wade vagy Steve Beaton. A 2014-es World Grand Prix-ra még nem jött össze számára a kvalifikáció, de a 2015-ös világbajnokságra már igen. A vb-n az első fordulóban Peter Wright-tal találkozott, akitől 3–0-s vereséget szenvedett és kiesett.
Price a 2015-ös vb után az 59. helyen volt a világranglistán. Az előző évhez képest újra jól szerepelt a Pro Tour sorozatban. Jó teljesítményének köszönhetően indulhatott a World Matchplay tornán is, ahol az első fordulóban Michael Smith-t 10–4-re győzte le. Price a nyolcaddöntőben Adrian Lewis-t verte 13–10-re, majd a negyeddöntőben ért véget számára a torna, ahol 16–7-re kapott ki Peter Wright-tól.
A 2016-os és a 2017-es világbajnokságon sem sikerült az első körnél továbbjutnia, először Andrew Gilding-től 3–0-ra, majd Jonny Clayton-tól 3–1-re kapott ki és fejezte be a vb-t.
Price számára a UK Open hozta meg az első kiemelkedő szereplést, ahol a döntőig sikerült eljutnia. Itt Wright volt az ellenfele, aki 11–6-ra verte Price-t, és szerezte meg első kiemelt tornagyőzelmét.
Price a 2018-as vb-n a harmadik körig jutott, ahol Michael van Gerwen ellen esett ki 4–2-es vereséggel.
A Premier League 2018-as kiírásába is meghívást kapott, és bár Peter Wright vagy éppen Daryl Gurney ellen döntetlent ért el, végül az alapszakaszt követően győzelem nélkül búcsúzott a további küzdelmektől. A 2018-as évben több PDC nagytornán, így a Masters-en, a UK Open-en, a World Grand Prix-n és az Európa-bajnokság-on is eljutott a negyeddöntőig. Az év végén megnyerte első nagy tornáját is a szervezetnél, a Grand Slam of Darts döntőjében Gary Andersont győzte le 16–13-ra. Ő lett az első walesi játékos, aki PDC által szervezett televíziós nagytornát tudott nyerni.

## Világbajnoki szereplései

### PDC
- 2015: Első kör (vereség  Peter Wright ellen 0–3)
- 2016: Első kör (vereség  Andrew Gilding ellen 0–3)
- 2017: Első kör (vereség  Jonny Clayton ellen 1–3)
- 2018: Harmadik kör (vereség  Michael van Gerwen ellen 2–4)
- 2019: Második kör (vereség  Nathan Aspinall ellen 2–3)
- 2020: Elődöntő (vereség  Peter Wright ellen 3–6)
- 2021: Győztes ( Gary Anderson ellen 7–3)
- 2022: Negyeddöntő (vereség  Michael Smith ellen 4–5)
- 2023: Negyeddöntő (vereség  Gabriel Clemens ellen 1–5)
- 2024: Harmadik kör (vereség  Brendan Dolan ellen 2–4)
- 2025: Negyeddöntő (vereség  Chris Dobey ellen 3–5)

## Döntői

### PDC nagytornák: 13 döntős szereplés
| Történet                          |
| PDC Világbajnokság (1–0)          |
| World Matchplay (0–1)             |
| World Grand Prix (1–2)            |
| Grand Slam (3–0)                  |
| Premier League (0–1)              |
| UK Open (0–2)                     |
| Európa-bajnokság (0–1)            |
| Players Championship Finals (0–1) |

| Eredmény | Sorszám | Év   | Bajnokság                   | Ellenfél a döntőben  | Pontok    |
| Döntős   | 1.      | 2017 | UK Open                     | Peter Wright         | 6–11 (l)  |
| Győztes  | 1.      | 2018 | Grand Slam of Darts         | Gary Anderson        | 16–13 (l) |
| Döntős   | 2.      | 2019 | Európa-bajnokság            | Rob Cross            | 6–11 (l)  |
| Győztes  | 2.      | 2019 | Grand Slam of Darts         | Peter Wright         | 16–6 (l)  |
| Döntős   | 3.      | 2019 | Players Championship Finals | Michael van Gerwen   | 9–11 (l)  |
| Döntős   | 4.      | 2020 | UK Open                     | Michael van Gerwen   | 9–11 (l)  |
| Győztes  | 3.      | 2020 | World Grand Prix            | Dirk van Duijvenbode | 5–2 (sz)  |
| Győztes  | 4.      | 2021 | PDC Világbajnokság          | Gary Anderson        | 7–3 (sz)  |
| Döntős   | 5.      | 2021 | World Grand Prix            | Jonny Clayton        | 1–5 (sz)  |
| Győztes  | 5.      | 2021 | Grand Slam of Darts         | Peter Wright         | 16–8 (l)  |
| Döntős   | 6.      | 2022 | World Matchplay             | Michael van Gerwen   | 14–18 (l) |
| Döntős   | 7.      | 2023 | Premier League Darts        | Michael van Gerwen   | 5–11 (l)  |
| Döntős   | 8.      | 2023 | World Grand Prix            | Luke Humphries       | 2–5 (sz)  |

### PDC World Series of Darts tornák: 11 döntős szereplés
| Történet                           |
| World Series of Darts Finals (2–0) |
| World Series of Darts (4–5)        |

| Eredmény | Sorszám | Év   | Bajnokság                    | Ellenfél a döntőben  | Pontok    |
| Győztes  | 1.      | 2020 | World Series of Darts Finals | Rob Cross            | 11–9 (l)  |
| Döntős   | 1.      | 2022 | Queensland Darts Masters     | Michael van Gerwen   | 5–8 (l)   |
| Győztes  | 2.      | 2022 | New Zealand Darts Masters    | Jonny Clayton        | 8–4 (l)   |
| Győztes  | 3.      | 2022 | World Series of Darts Finals | Dirk van Duijvenbode | 11–10 (l) |
| Döntős   | 2.      | 2023 | Bahrain Darts Masters        | Michael Smith        | 6–8 (l)   |
| Döntős   | 3.      | 2023 | Nordic Darts Masters         | Peter Wright         | 5–11 (l)  |
| Döntős   | 4.      | 2024 | US Darts Masters             | Rob Cross            | 7–8 (l)   |
| Győztes  | 4.      | 2024 | Nordic Darts Masters         | Rob Cross            | 8–5 (l)   |
| Győztes  | 5.      | 2024 | Australian Darts Masters     | Luke Littler         | 8–1 (l)   |
| Döntős   | 5.      | 2025 | Bahrain Darts Masters        | Stephen Bunting      | 4–8 (l)   |
| Győztes  | 6.      | 2025 | Poland Darts Masters         | Stephen Bunting      | 8–7 (l)   |

### PDC csapatversenyek: 5 döntős szereplés
| Eredmény | Sorszám | Év   | Bajnokság          | Ország | Csapattárs    | Ellenfél a döntőben                                     | Pontok   |
| Döntős   | 1.      | 2017 | World Cup of Darts | Wales  | Mark Webster  | Hollandia (Michael van Gerwen és Raymond van Barneveld) | 1–3 (m)  |
| Győztes  | 1.      | 2020 | World Cup of Darts | Wales  | Jonny Clayton | Anglia (Michael Smith és Rob Cross)                     | 3–0 (m)  |
| Döntős   | 2.      | 2022 | World Cup of Darts | Wales  | Jonny Clayton | Ausztrália (Damon Heta és Simon Whitlock)               | 1–3 (m)  |
| Győztes  | 2.      | 2023 | World Cup of Darts | Wales  | Jonny Clayton | Skócia (Gary Anderson és Peter Wright)                  | 10–2 (l) |
| Döntős   | 3.      | 2025 | World Cup of Darts | Wales  | Jonny Clayton | Észak-Írország (Daryl Gurney és Josh Rock)              | 9–10 (l) |

1. 1 2 3  (l) = pontszám legekben, (sz) = pontszám szettekben, (m) = pontszám mérkőzésekben.

## További tornagyőzelmei
| Players Championships - Players Championship (BAR): 2016, 2019 (x2), 2021, 2022, 2023 (x2) - Players Championship (COV): 2016, 2020 - Players Championship (DUB): 2019 - Players Championship (HIL): 2023 (x2) - Players Championship (LEI): 2025 (x2) - Players Championship (MK): 2021 - Players Championship (NIE): 2020 (x2), 2022 - Players Championship (WIG): 2020, 2025 | European Tour Events - Baltic Sea Darts Open: 2025 - Belgian Darts Championship: 2020 - European Darts Open: 2023 - Gibraltar Darts Trophy: 2021 - Hungarian Darts Trophy: 2021 - International Darts Open: 2018, 2019, 2022, 2023 World Series of Darts Events - Australian Darts Masters: 2024 - New Zealand Darts Masters: 2022 - Nordic Darts Masters: 2024 - Poland Darts Masters: 2025 PDC-csapatvilágbajnokság - PDC World Cup of Darts (csapat): 2020, 2023 - Worthingtons Darts Champion of Champions: 2015 |

## Televíziós 9 nyilasai
| Időpont           | Ellenfél           | Torna                | Kombináció                          |
| ----------------- | ------------------ | -------------------- | ----------------------------------- |
| 2022. január 1.   | Michael Smith      | PDC Világbajnokság   | 3 x T20; 3 x T20; T19, T20, D12     |
| 2022. február 17. | Michael van Gerwen | Premier League Darts | 2 x T20, T19; 3 x T20; 2 x T20, D12 |
| 2022. február 17. | James Wade         | Premier League Darts | 3 x T20; 3 x T20; T19, T20, D12     |
| 2022. július 23.  | Danny Noppert      | World Matchplay      | 3 x T20; 3 x T20; T19, T20, D12     |
| 2024. április 4.  | Michael Smith      | Premier League Darts | 3 x T20; 3 x T20; T19, T20, D12     |
| 2025. április 10. | Luke Littler       | Premier League Darts | 3 x T20; 3 x T20; T19, T20, D12     |
| 2025. május 15.   | Stephen Bunting    | Premier League Darts | 3 x T20; 3 x T20; T19, T20, D12     |